# Ambrogio Doria
Ambrogio Doria a été le 94e doge de Gênes du 4 mai 1621 au 12 juin 1621, date de sa mort prématurée avant même d'avoir été intronisé.